# Júlio Almeida
Júlio Antonio de Souza e Almeida, född 23 september 1969, är en brasiliansk sportskytt.
Almeida tävlade i tre grenar för Brasilien vid olympiska sommarspelen 2008 i Peking.
Vid olympiska sommarspelen 2016 i Rio de Janeiro tävlade Almeida i två grenar. Han slutade på 13:e plats i 10 m luftpistol och på 30:e plats i 50 m pistol.